# Safia leucopis
Safia leucopis là một loài bướm đêm trong họ Noctuidae.